# Клод Хопкинс
Клод Хопкинс (на английски: Claude C. Hopkins, 1866-1932) е един от пионерите в областта на съвременната реклама, разработил пробния маркетинг и въвел масовото разпращане на безплатни мостри. Хопкинс вярва в предварителните проучвания за продукта и смята, че един добър продукт често е своят най-добър продавач.

## Кариера
Клод Хопкинс започва кариерата си като копирайтър на сводобна практика, като работи за рекламодатели като Bissell Carpet Sweeper Company, Swift & Company и патентната медицинска компания на Dr. Shoop. През 1907 година Хопкинс е нает да работи за Албърт Лейскър, собственик на Lord & Thomas, а годишната му заплата е 185 000 долара.
Когато е назначен в рекламната компания, Хопкинс започва работа по няколко рекламни кампании за The Van Camp Packing Company и Sunkist Growers, Incorporated. Благодарение на Клод Хопкинс, рекламната кампания за Van Camp‘s разширява на употребата на консервирани храни в Америка и въвежда използването на купони. Също така, той вярва в предварителните проучвания, разработва пробния маркетинг, въвежда масовото използване на безплатни мостри и така се опитва да измерва резултатите от рекламите, като дава огромни суми, за времето си, за изследвания.
Според Хопкинс продуктът трябва да има явно предимство, за да може да се продава и така създава една от най-известните си рекламни кампании – тази за Schlitz. Той използва историята на бирата, като в целия рекламен текст разкрива каква е технологията за направата ѝ и създава слогана „Чиста бира“.
През 1923 година Клод Хопкинс издава книгата си „Научната реклама“, която е последвана от оттеглянето му от Lord & Thomas, но той завършва кариерата си като президент и председател на компанията.
Благодарение на качествата и таланта в областта на рекламата и успешните си кампании, Хопкинс е обявен от колегите си за „най-проникновенният съставител на реклами“, „класик на продажбите“, „най-добрият рекламист на 20 век“ и „класик номер 1 в рекламата“, като така е записан и в Рекламната зала на славата.

## Самооценка и философия на Клод Хопкинс
В книгата си „Животът ми в рекламата“ рекламистът пише, че въпреки множеството си успешни кампании, той допуска няколко основни грешки по отношениe на рекламата. Хопкинс напълно отрича хумора в рекламата, не вярва в ролята на импулсивно действащата реклама и подсъзнателното въздействие на продукта, пръв предусеща мястото на марката и на нейния образ за рекламните цели, но не успява рационално да използва това в своите кампании.
В другата си книга „Научната реклама“, Клод Хопкинс описва няколко основни принципа, които той самият спазва, относно философията си към клиентите. Според него рекламната агенция трябва да образова, да говори за работния процес и да споделя всичко с рекламодателите. За него е важно клиентите да са наясно какво прави рекламната агенция да им предложите един превъзходен продукт или услуга и да знаят, че се грижат за тях.